# Súdwest-Fryslân

Súdwest-Fryslâns läge

Súdwest-Fryslân (nl. Zuidwest-Friesland) är en kommun i provinsen Friesland i Nederländerna. Kommunens totala area är 813,14 km² (där 381,02 km² är vatten) och invånarantalet är på 82 497 invånare (2013).